# La ragnatela del silenzio - A.I.D.S.
La ragnatela del silenzio - A.I.D.S. è un film del 1994 diretto da Leandro Lucchetti.

## Trama
Walter è un giovane antiquario, sposato con la bellissima Patrizia, la tradisce con la sua migliore amica Diana. La tradisce anche con Vittoria, commessa del suo negozio che, un giorno, gli confessa di essere sieropositiva a causa sua. 